# كاريل مارتنز
كاريل مارتنز (بالهولندية: Karel Martens)‏ هو مصمم جرافيك هولندي، ولد في 8 مارس 1939.